# Etnodesenvolvimento
Os princípios do Etnodesenvolvimento compreendem o respeito à autonomia e à autodeterminação dos Povos Indígenas.
A participação qualificada desses povos, por meio de mecanismos de Controle Social no desenvolvimento de propostas endógenas, bem como na formulação e execução de políticas públicas que lhes dizem respeito.
O desenvolvimento de atividades norteadas pelos preceitos da sustentabilidade, da não geração de dependência tecnológica e econômica, assim como pela gestão transparente dos recursos necessários à sua realização; o enfoque à proteção das Terras Indígenas e a valorização dos conhecimentos e técnicas destes Povos.